# Llista de Creus de Sant Jordi/1996/Entitats

#### Entitats
Informació actualitzada per un bot. Els canvis manuals es perdran quan s'actualitzi!
| Entitat                                              | Wikidata  | Descripció                                                      | Imatge |
| ---------------------------------------------------- | --------- | --------------------------------------------------------------- | ------ |
| Jove Cambra Internacional                            | Q371924   |                                                                 |        |
| Oxfam Intermón                                       | Q3325879  | organització humanitària no governamental                       |        |
| Ràdio Arrels                                         | Q3454124  | emissora de ràdio de la Catalunya Nord                          |        |
| Agrupació Mútua del Comerç i de la Indústria         | Q8191730  |                                                                 |        |
| Acadèmia de Jurisprudència i Legislació de Catalunya | Q11702278 | Corporació de Dret públic amb personalitat jurídica independent |        |
| Associació Coordinadora per a l'Ancianitat           | Q11906974 |                                                                 |        |
| Associació Voltor                                    | Q11907000 | organització fundada el 1985                                    |        |
| Festival Internacional de Música de Cantonigròs      | Q11921934 |                                                                 |        |
| Lluïsos de Gràcia                                    | Q11933707 |                                                                 |        |
| Federació de Mutualitats de Catalunya                | Q17603572 |                                                                 |        |
| Penya Joan Santamaria                                | Q18005564 | associació cultural                                             |        |
| Raimundus Lullus Institut                            | Q20101636 | entitat lul·lista de la Universitat de Friburg de Brisgòvia     |        |
| Comediants                                           | Q26274551 | Companyia de teatre catalana                                    |        |